# Seznam narodnih herojev Jugoslavije (Đ)
Seznam narodnih herojev Jugoslavije, katerih priimki se začnejo na črko Đ.

## Seznam
- Đuro Đapić (1920–1943), za narodnega heroja proglašen 20. decembra 1951.
- Stipo Đerek (1912–1942), za narodnega heroja proglašen 27. julija 1953.
- Aleksa Đilas Bećo (1906–1941), za narodnega heroja proglašen 5. julija 1951.
- Danilo Đokić (1909–1941), za narodnega heroja proglašen 6. novembra 1942.
- Branko Đonović (1916–1944), za narodnega heroja proglašen 30. aprila 1946.
- Vladimir Đorđević (1905–1941), za narodnega heroja proglašen 9. maja 1945.
- Dragoslav Đorđević Goša (1919–1949), za narodnega heroja proglašen 26. novembra 1955.
- Dragutin Đorđević (1920–2008), z redom narodnega heroja odlikovan 27. novembra 1953.
- Stevan Đorđević Novak (1919–1943), za narodnega heroja proglašen 27. novembra 1953.
- Vuksan Đukić (1916–1943), za narodnega heroja proglašen 27. novembra 1953.
- Drago Đukić (1920–1981), z redom narodnega heroja odlikovan 27. novembra 1953.
- Pane Đukić Limar (1922–1952), z redom narodnega heroja odlikovan 20. decembra 1951.
- Šćepan Đukić (1914–1942), za narodnega heroja proglašen 20. decembra 1951.
- Radomir Đurakić (1920–1943), za narodnega heroja proglašen 27. novembra 1953.
- Vladan Đuranović Vlajko (1924–1944), za narodnega heroja proglašen 27. novembra 1953.
- Vojin Đurašinović Kostja (1919–1982), z redom narodnega heroja odlikovan 20. decembra 1951.
- Vaso Đurđević Turčin (1923–1944), za narodnega heroja proglašen 20. decembra 1951.
- Živan Đurđević (1891–1943), za narodnega heroja proglašen 27. novembra 1953.
- Želimir Đurić Željo (1919–1941), za narodnega heroja proglašen 14. decembra 1949.
- Mihailo Đurić (1917–1942), za narodnega heroja proglašen 9. septembra 1942.
- Blažo Đuričić (1914–1991), z redom narodnega heroja odlikovan 27. novembra 1953.
- Boško Đuričković (1914–2003), z redom narodnega heroja odlikovan 10. julija 1952.
- Nikola Đurković (1908–1943), za narodnega heroja proglašen 11. julija 1945.
- Vasilije Đ. Đurović Vako (1915–1943), za narodnega heroja proglašen 11. julija 1945.
- Vasilije S. Đurović Žarki (1921–1944), za narodnega heroja proglašen 6. julija 1953.
- Veselin Đurović Aga (1924–1943), za narodnega heroja proglašen 27. novembra 1953.
- Vidoje Đurović Kešo (1912–1942), za narodnega heroja proglašen 5. julija 1952.
- Marko Đurović (1920–1943), za narodnega heroja proglašen 20. decembra 1951.
- Milinko Đurović (1915–1988), z redom narodnega heroja odlikovan 10. julija 1952.
- Milisav Đurović (1914–1944), za narodnega heroja proglašen 20. decembra 1951.